# Witkowo
Witkowo is een stad in het Poolse woiwodschap Groot-Polen, gelegen in de powiat Gnieźnieński. De oppervlakte bedraagt 8,3 km², het inwonertal 7958 (2005).

## Verkeer en vervoer
- Station Witkowo